# Ujváry Ignác
Érsekújvári Ujváry Ignác, teljes születési nevén Ujváry Ignác Vilmos Károly (Pest, 1860. szeptember 27. – Kisoroszi, 1927. július 4.) magyar festő, az Iparművészeti Iskola tanára. Ujváry Ferenc édesapja.

## Élete

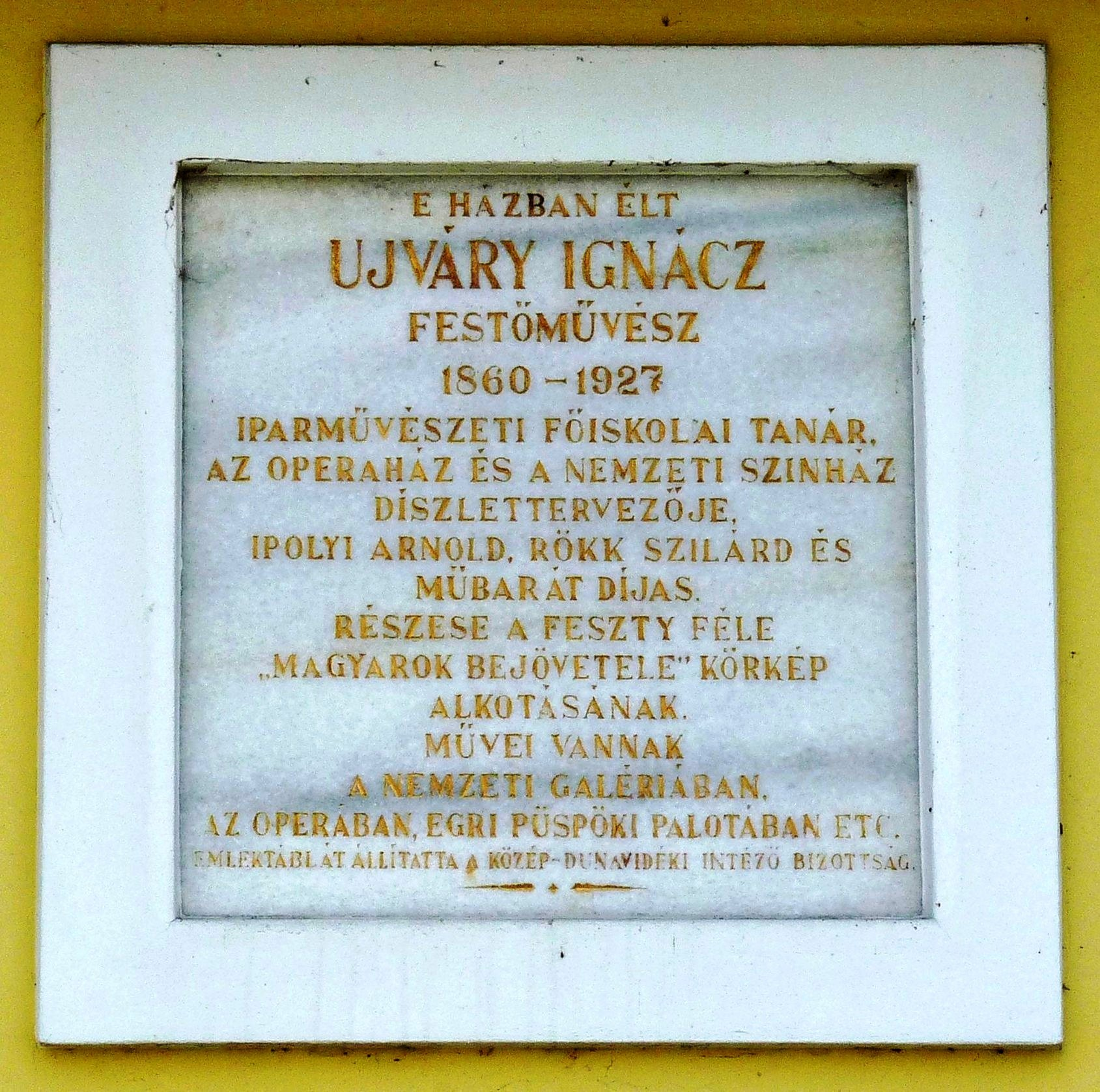
Ujváry Ignác emléktáblája Kisorosziban.

Egy népszerű pesti orvos, id. Ujváry Ignác (1832 k. – 1906. jún. 27.) fiaként látta meg a napvilágot, anyja Kernstok Katalin. Középiskoláit részben Kunszentmiklóson, részben a fővárosban végezte, majd a budai pedagogium elvégzése után, 1882-ben tanítói oklevelet szerzett. Félévig a fővárosnál alkalmazták, mint óradíjas tanítót. Ekkor festette első ismert képét, a budai Duna-part-ot, amelyet a Székesfőváros szerzett meg.
1882 végén beiratkozott a Mintarajztanodába, ahol Székely Bertalan tanítványaként kezdett, majd félév után Lotz Károly tanítványává fogadta, és akivel együtt dolgozott a VII. és VIII. kerületi kör mennyezetének, a Magyar Tudományos Akadémia freskóinak s a Saxlehner-palota falfestményeinek elkészítésén. 1883-ban Somogy vármegyébe a Inkey családhoz került rajztanítónak és nevelőnek, ahol hét évet töltött. Időközben folytatta a festést: 1885-ben, felvidéki barangolása során festette meg a nagy feltűnést keltett Rutén pásztorfiú-t, 1886-ban a Műcsarnokban kiállították Felkelő hold című képét. Ugyanebben az évben készült el a Cigánylány, 1887-ben a Modell, 1989-ben pedig a Pásztorlány.
1889-ben az Országos Képzőművészeti Tanács 400 forintos ösztöndíjjal Münchenbe küldte, de ő az akadémia helyett a képtárakat látogatta. 1890-ben Tornai Gyula társaságában beutazta Olaszország, Spanyolország s Észak-Afrika egy részét, majd hosszabb időt töltött Párizsban és környékén, ahol a természetet festve tanulmányokat készített.
1891-ben Benczúr Gyula tanítványa lett, s már mint ilyen állította ki 1893-ban. a Templomba menet című képét, amely a budai királyi várba került, s meghozta számára a Rökk Szilárd-díjat is. Még ez évben megfestette az Őszi reggel és a Tavaszi tanulmány című képeket. Az ácsműhelyben pihenő gyermek Jézust ábrázoló Mária a Jézussal című Madonna-képéért 1894-ben elnyerte a Műbarátok Körének díját, István király szentté avatása című festményéért pedig, melyet Recsk község számára készített Ipolyi Arnold-díjat kapott 1895-ben.
A Millennium idején tevékeny részt vett a Magyarok bejövetele körkép megalkotásában és megfestésében, majd Feszty Árpád egyik tönkrement operaházi képének pótlására megfestette az Alkonyi vihar-t.
1896-ban az Országos Magyar Képzőművészeti Társulat választott tagja, és azon belül a Kiállítási Bizottság előadója.
1896-ban, felhagyva az addigi iskolás stílust visszamenekült a természetbe. Kisorosziban telepedett le, ahol ismét tájképeket kezdett festeni. Ezen új korszakának első jelentősebb terméke az 1900-ban festett Virágos rét.
1906-ban vászonra festve pótolta az budapesti operaház büféjének oldalfalain eredetileg Feszty Árpád által festett kilenc kép közül négy tönkrement képet. 1912–1913-ban tanítványai az ő vezetésével elkészítették a zebegényi templom falfestményének terveit.
1897. február 1-jén Budapesten, az V. kerületben házasságot kötött Dubois Máriával, Dubois Henrik és Ferentzy Mária lányával. 1898-ban született meg fiuk, Ujváry Ferenc.
Ujváry részt vett, sőt egy ideig vezető szerepet játszott a budapesti művészeti életben is. Tanított az Iparművészeti Iskolán, ahol 1907–1925 között a Díszítőfestő szakosztály vezetője volt. Az iskola homlokzatára a vezetésével festettek nyolc sgraffito képet. Díszleteket készített a Magyar Állami Operaház és a Nemzeti Színház részére, rendszeresen írt cikket Ambrozovics Dezső Műcsarnok című folyóiratába. Több esetben is felkérték művészeti alkotások bírálóbizottsági tagságára.
Festményeinek egy része a főváros tulajdonába, más része a Szépművészeti Múzeumba, a Magyar Nemzeti Galériába, a Nemzeti Múzeumba, illetve magángyűjtőkhöz került. Szent István király koporsójának felnyitása című festményét Samassa József bíboros vásárolta meg az egri érsekség képtára részére. Aratók című festménye 2004-ben a Sotheby's árverésén kelt el a kikiáltási áron felül 13 200 angol fontért.
Hosszú betegség után 1927. július 4-én hunyt el Kisorosziban. Nekrológját a Magyar Művészet című folyóiratban Lyka Károly írta. Budapesten a Farkasréti temetőben a főváros által adott díszsírhelyen temették el. Búcsúztatóját Simay Imre az Iparművészeti Iskola akkori rektora mondta.
2015. novemberében Kisoroszi település önkormányzata 12 millió forintért megvásárolta Ujváry Ignác egykori telkét, és vele együtt műtermét.

## Fontosabb munkái
| - Duna-part (1882) - Rutén pásztorfiú (1885) - Felkelő hold (1886) - Cigánylány (1886) - Modell (1887) - Pásztorlányka (1889) - Erdőnyílás (1889) - Templomba menet (1991) - Öszi reggel (1891) - Tavaszi tanulmány (1891) - Mária Jézussal (1894) - István király szentté avatása (1895) - Alkonyi vihar (1896) - Virágos rét (1900) - Őszi est (1900) - Pipacsmező (1900) - Akácos út (1900) - Holdas est (1900) - Erdei út (1901) - Kapuban (1901) - Szeles idő (1901) | - Havazás előtt (1901) - Borongós est (1901) - Kacsales (1901) - Part mentén (1902) - Pipacsok (1902) - Etetőnél (1902) - Visegrád (1902) - Libapásztor (1902) - Orgonás ház (1902) - Mikor a csorda jön (1902) - A tavasz (1903) - Rév (1903) - A Duna télen (1903) - Eresz alatt (1903) - Akácos (1903) - Esős idő (1904) - Szalmaboglya (1904) - Tavaszi délután (1904) - Pipacsok [2] (1904) - Tavasz (1904) - Szemfülesek (1904) | - Visegrádi hegyek közt (1904) - Alkony (1904) - Népligeti részlet (1904) - Vasárnap reggel (1905) - Boglyák (1905) - Pajtarészlet (1905) - Eső után (1905) - Alkony a faluvégen (1907) - Rouge cloître (1907, Belgium) - Hamburgi kikötő (1907) - Zsellérudvar - Őszi est - Hajóépítés a Duna parton - Dámázó arabok - A Duna a váci fordulónál - Legelő a Duna partján - A Duna a Gellérthegy alatt - Téli táj - Szent István koporsójának felnyitása |

## Díjai
- 1891 – Rökk Szilárd-jutalom
- 1894 – Műbarátok Körének díja[23]
- 1895 – Ipolyi-díj[24]